# Lee Chong Wei
Lee Chong Wei (chinesisch 李宗偉 / 李宗伟, Pinyin Lǐ Zōngwěi; * 21. Oktober 1982 in Bagan Serai, Perak, Malaysia) ist ein ehemaliger malaysischer Badmintonspieler. Er gilt als einer der besten und erfolgreichsten Badmintonspieler der Welt.

## Karriere
Im Herreneinzel erreichte Lee jeweils Silber bei den Olympischen Spielen 2008 in Peking und 2012 in London, gewann 2010, 2011, 2014 und 2017 die All England und wurde 2011, 2013 und 2015 Vize-Weltmeister. Insgesamt gewann er viermal die BWF Super Series Finals, zehn Superseries-Premier-Turniere, 28 Superseries-Turniere, zweimal die Asienmeisterschaft, zweimal die Commonwealth Games, sechs World-Grand-Prix-Turniere, neun Grand-Prix-Gold-Turniere, ein Grand-Prix-Turnier und ein internationales Turnier.
Lee stand seit dem 9. Juni 2016 auf Platz 1 der Weltrangliste im Herreneinzel, wurde aber im Dezember von Viktor Axelsen abgelöst und führte vom 21. August 2008 bis 14. Juni 2012 für 199 Wochen und vom 27. September 2012 bis 24. Dezember 2014 für 117 Wochen diese an. Am 29. Juni 2006 wurde er erstmals auf Platz 1 der Weltrangliste geführt. Er ist damit der dritte Malaye nach Rashid Sidek und Roslin Hashim seit Einführung der offiziellen Ranglisten in den 1980er Jahren und der erste Malaye überhaupt, der diese Position für mehr als ein Jahr halten konnte.
Am 17. August 2008 unterlag Lee im Finale des Herreneinzels bei den Olympischen Spielen in Peking dem Chinesen Lin Dan deutlich in zwei Sätzen. Damit war er der sechste Malaye, der eine Medaille bei den Olympischen Spielen gewann. Für den Gewinn der Silbermedaille zeichnete ihn der Premierminister Malaysias, Najib Razak, als „nationaler Held“ aus und verlieh ihm den Titel Datuk. Bei den Olympischen Spielen 2012 in London unterlag er ebenfalls Lin Dan im Endspiel und musste sich wieder mit Silber begnügen. Die zweite Silbermedaille machte ihn zu Malaysias erfolgreichstem Olympioniken der Geschichte. Bei den Olympischen Spielen 2016 in Rio de Janeiro erreichte Lee erneut das Endspiel, wo er gegen Chen Long in zwei Sätzen unterlag.
Sein letztes Spiel bestritt Lee Chong Wei im Halbfinale der Indonesia Open am 7. Juli 2018. Zwei Monate später zog er sich aufgrund einer im Frühstadium diagnostizierten Nasenkrebserkrankung aus dem internationalen Wettkampfgeschehen zurück und hoffte für 2019 auf ein Comeback, wozu es jedoch nicht mehr kam. Im Rahmen einer Pressekonferenz erklärte er am 13. Juni 2019 nach 19 Jahren Profi-Sport mit Rücksicht auf Familie und Gesundheit seinen Rücktritt. Mit insgesamt 69 Titeln und 34 Final-Teilnahmen bei Großevents sowie 349 Wochen als Weltranglisten-Erster ist Lee Chong Wei einer der erfolgreichsten Badminton-Spieler aller Zeiten, auch wenn ihm ein Olympiasieg oder Weltmeistertitel verwehrt blieb.

## Doping
Im November 2014 wurde bekannt, dass Lee unter Dopingverdacht steht. In der B-Probe wurde das entzündungshemmende Glukokortikoid Dexamethason nachgewiesen, worauf eine Sperre von bis zu zwei Jahren drohte. Er wurde vorläufig vom Weltverband gesperrt. Lee beteuerte seine Unschuld. Seine Ärzte hätten ihm Dexamethason gespritzt, ohne ihn darüber in Kenntnis zu setzen, dass die Substanz in Wettkämpfen nicht erlaubt ist. Weiter sagte Lee, dass dies der erste positive Test bei insgesamt 124 Dopingkontrollen in den 15 Jahren seiner Karriere war. Zudem sei die Substanz nicht leistungsfördernd. Letztlich wurde der positive Test auf verunreinigte Cordyceps-Kapseln zurückgeführt, die er seit Jugendjahren täglich zu sich nimmt. Im April 2015 sperrte ihn der Weltverband rückwirkend für acht Monate. Seine Silbermedaille von den Weltmeisterschaften 2014 in Kopenhagen wurde aberkannt.

## Geschwindigkeitsrekord
Den aktuellen Rekord für den schnellsten Smash innerhalb eines offiziellen Matches hält Lee mit 417 km/h 2017 in Japan.
Einen Eintrag ins Guinness-Buch der Rekorde erhielt jedoch Tan Boon Heong für seinen im August 2013 verbesserten Smash-Geschwindigkeits-Weltrekord unter Laborbedingungen im Rahmen eines Schlägertests.

## Privat
Seit dem 9. November 2012 ist er mit seiner ehemaligen Mannschaftskollegin Mew Choo Wong verheiratet. Im August 2013 kam ihr erster gemeinsamer Sohn auf die Welt, am 9. Juli 2015 gebar Wong den zweiten Sohn.

## Erfolge

### Herreneinzel

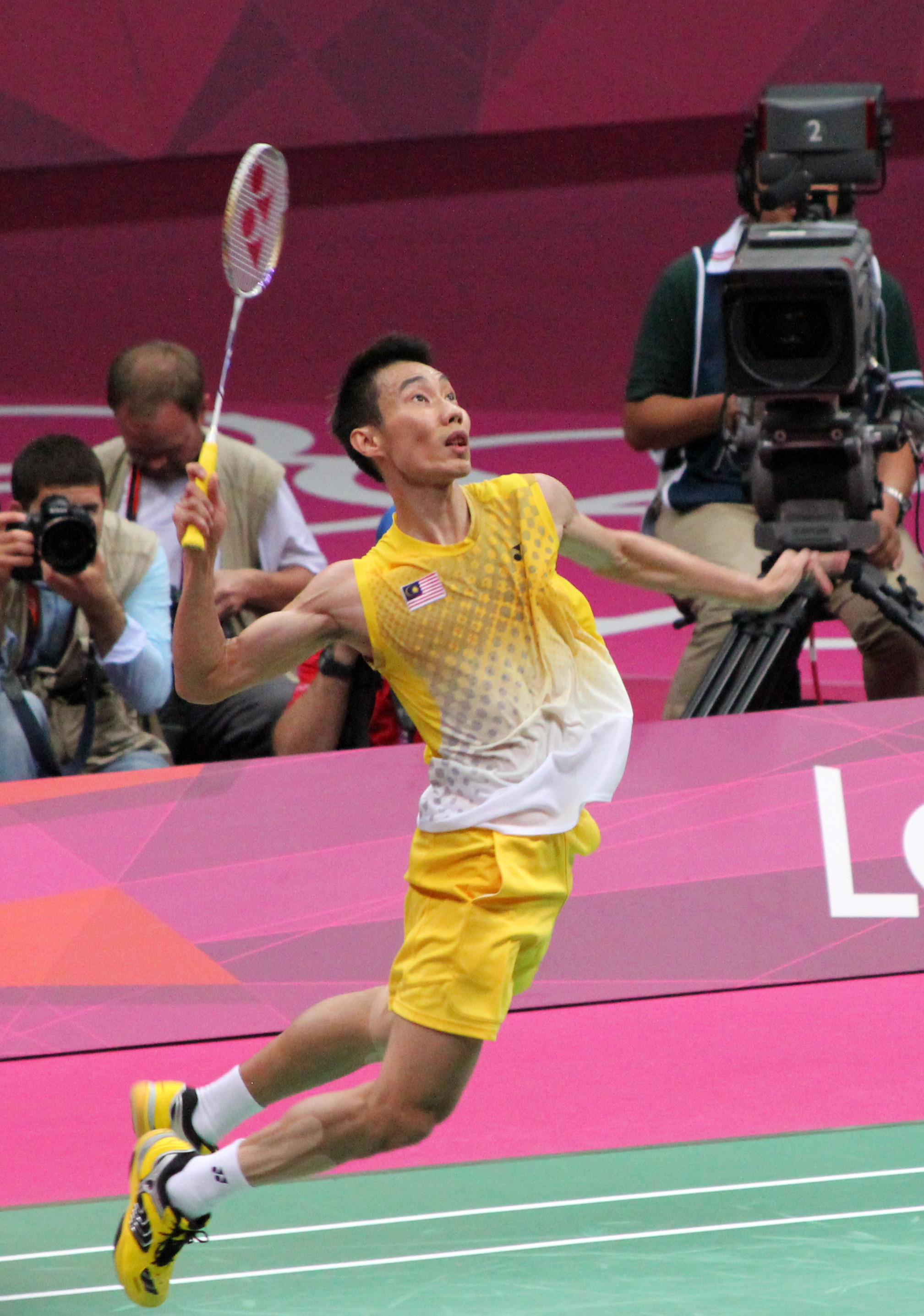
Lee 2012 im Einzel-Finale der Olympischen Spiele in London

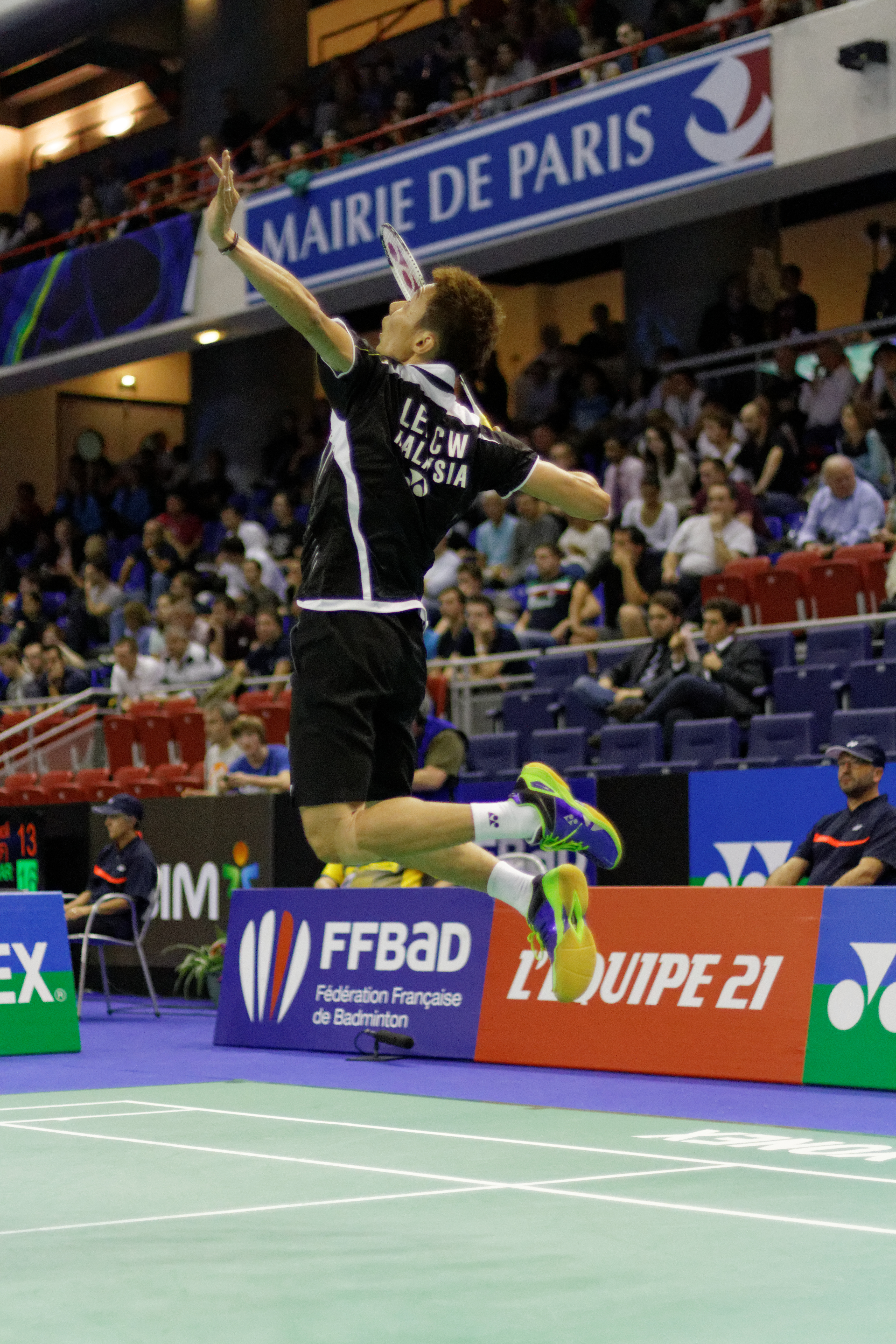
Lee 2013 bei den French Open in Paris

| Resultat                      | Jahr     | Ort / Turnier       | Gegner                        | Ergebnis                    |
| ----------------------------- | -------- | ------------------- | ----------------------------- | --------------------------- |
| Olympische Spiele             |          |                     |                               |                             |
| Silber                        | 2008     | Peking              | Lin Dan                       | 12:21, 8:21                 |
| Silber                        | 2012     | London              | Lin Dan                       | 21:15, 10:21, 19:21         |
| Silber                        | 2016     | Rio de Janeiro      | Chen Long                     | 18:21, 18:21                |
| 9./16.                        | 2004     | Athen               | Chen Hong                     | 11:15, 15:3, 12:15          |
| IBF/BWF-Weltmeisterschaften   |          |                     |                               |                             |
| Silber                        | 2011     | London              | Lin Dan                       | 22:20, 14:21, 21:23         |
| Silber                        | 2013     | Guangzhou           | Lin Dan                       | 21:16, 13:21, 17:20 Aufgabe |
| Silber                        | 2015     | Jakarta             | Chen Long                     | 14:21, 17:21                |
| Bronze                        | 2005     | Anaheim             | Taufik Hidayat                | 3:15, 12:15                 |
| 5./8.                         | 2006     | Madrid              | Bao Chunlai                   | 20:22, 21:12, 18:21         |
| 5./8.                         | 2009     | Hyderabad           | Sony Dwi Kuncoro              | 16:21, 21:14, 12:21         |
| 5./8.                         | 2010     | Paris               | Taufik Hidayat                | 15:21, 21:11, 12:21         |
| 9./16.                        | 2007     | Kuala Lumpur        | Sony Dwi Kuncoro              | 11:21, 9:21                 |
| DSQ Silber                    | 2014     | Kopenhagen          | Chen Long                     | 19:21, 19:21                |
| Asienspiele                   |          |                     |                               |                             |
| Silber                        | 2010     | Guangzhou           | Lin Dan                       | 13:21, 21:15, 10:21         |
| Bronze                        | 2006     | Doha                | Taufik Hidayat                | 16:21, 18:21                |
| Bronze                        | 2014     | Incheon             | Lin Dan                       | 20:22, 21:12, 9:21          |
| ABC/BAC-Asienmeisterschaften  |          |                     |                               |                             |
| Gold                          | 2006     | Johor Bahru         | Boonsak Ponsana               | 21:12, 21:16                |
| Gold                          | [11]2016 | Wuhan               | Chen Long                     | 21:17, 15:21, 21:13         |
| 5./8.                         | 2007     | Johor Bahru         | Taufik Hidayat                | 17:21, 17:21                |
| 9./16.                        | 2002     | Bangkok             | Chen Hong                     | 15:13, 3:15, 6:15           |
| 9./16.                        | 2004     | Kuala Lumpur        | Taufik Hidayat                | 2:15, 9:15                  |
| 9./16.                        | 2008     | Johor Bahru         | Boonsak Ponsana               | 16:21, 21:10, 15:21         |
| 17./32.                       | 2001     | Manila              | Indra Wijaya                  | 12:15, 7:15                 |
| Commonwealth Games            |          |                     |                               |                             |
| Gold                          | 2006     | Melbourne           | Choong Hann Wong              | 21:13, 21:12                |
| Gold                          | 2010     | Delhi (Neu-Delhi)   | Rajiv Ouseph                  | 21:10, 21:8                 |
| Südostasienspiele             |          |                     |                               |                             |
| Bronze                        | 2005     | Manila (Pasig City) | Simon Santoso                 | 11:15, 9:15                 |
| BWF Super Series Finals       |          |                     |                               |                             |
| 1.                            | 2008     | Kota Kinabalu       | Peter Høeg Gade               | 21:8, 21:16                 |
| 1.                            | 2009     | Johor Bahru         | Park Sung-hwan                | 21:17, 21:17                |
| 1.                            | 2010     | Taipeh              | Peter Høeg Gade               | 21:9, 21:14                 |
| 1.                            | 2013     | Kuala Lumpur        | Tommy Sugiarto                | 21:10, 21:12                |
| 3./4.                         | 2011     | Liuzhou             | Chen Long                     | 16:21, 21:16, 18:21         |
| 7./8.                         | 2012     | Shenzhen            | Du Pengyu                     | 21:12, 16:21, 20:22         |
| BWF World Superseries Premier |          |                     |                               |                             |
| 2.                            | 2011     | Korea Open          | Lin Dan                       | 19:21, 21:14, 16:21         |
| 1.                            | 2011     | All England         | Lin Dan                       | 21:17, 21:17                |
| 1.                            | 2011     | Indonesia Open      | Peter Høeg Gade               | 21:11, 21:7                 |
| 2.                            | 2011     | Denmark Open        | Chen Long                     | 15:21, 18:21                |
| 1.                            | 2012     | Korea Open          | Lin Dan                       | 12:21, 21:18, 21:14         |
| 2.                            | 2012     | All England         | Lin Dan                       | 19:21, 2:6 Aufgabe          |
| 1.                            | 2012     | Denmark Open        | Du Pengyu                     | 15:21, 21:12, 21:19         |
| 1.                            | 2013     | Korea Open          | Du Pengyu                     | 21:12, 21:15                |
| 2.                            | 2013     | All England         | Chen Long                     | 17:21, 18:21                |
| 1.                            | 2013     | Indonesia Open      | Marc Zwiebler                 | 21:15, 21:14                |
| 2.                            | 2013     | Denmark Open        | Chen Long                     | 22:24, 19:21                |
| 1.                            | 2014     | Malaysia Open       | Tommy Sugiarto                | 21:19, 21:9                 |
| 1.                            | 2014     | All England         | Chen Long                     | 21:13, 21:18                |
| 1.                            | [11]2015 | China Open          | Chen Long                     | 21:15, 21:11                |
| 1.                            | [11]2016 | Malaysia Open       | Chen Long                     | 21:13, 21:8                 |
| 1.                            | [12]2016 | Indonesia Open      | Jan Ø. Jørgensen              | 17:21, 21:19, 21:17         |
| BWF Super Series              |          |                     |                               |                             |
| 1.                            | 2007     | Indonesia Open      | Bao Chunlai                   | 21:15, 21:16                |
| 1.                            | 2007     | Japan Open          | Taufik Hidayat                | 22:20, 19:21, 21:19         |
| 1.                            | 2007     | French Open         | Bao Chunlai                   | 21:11, 21:14                |
| 2.                            | 2007     | China Open          | Bao Chunlai                   | 12:21, 13:21                |
| 2.                            | 2007     | Hong Kong Open      | Lin Dan                       | 21:9, 15:21, 15:21          |
| 1.                            | 2008     | Malaysia Open       | Lee Hyun-il                   | 21:15, 11:21, 21:17         |
| 2.                            | 2008     | Swiss Open          | Lin Dan                       | 13:21, 18:21                |
| 1.                            | 2008     | Singapore Open      | Simon Santoso                 | 21:13, 21:5                 |
| 2.                            | 2008     | Japan Open          | Sony Dwi Kuncoro              | 17:21, 11:21                |
| 2.                            | 2008     | China Open          | Lin Dan                       | 18:21, 9:21                 |
| 1.                            | 2009     | Malaysia Open       | Park Sung-hwan                | 21:14, 21:13                |
| 2.                            | 2009     | Korea Open          | Peter Høeg Gade               | 18:21, 21:10, 17:21         |
| 2.                            | 2009     | All England         | Lin Dan                       | 19:21, 12:21                |
| 1.                            | 2009     | Swiss Open          | Lin Dan                       | 21:16, 21:16                |
| 1.                            | 2009     | Indonesia Open      | Taufik Hidayat                | 21:9, 21:14                 |
| 1.                            | 2009     | Hong Kong Open      | Peter Høeg Gade               | 21:13, 13:21, 21:16         |
| 1.                            | 2010     | Korea Open          | Peter Høeg Gade               | 21:12, 21:11                |
| 1.                            | 2010     | Malaysia Open       | Boonsak Ponsana               | 21:13, 21:7                 |
| 1.                            | 2010     | All England         | Ken’ichi Tago                 | 21:19, 21:19                |
| 1.                            | 2010     | Indonesia Open      | Taufik Hidayat                | 21:19, 21:8                 |
| 1.                            | 2010     | Japan Open          | Lin Dan                       | 22:20, 16:21, 21:17         |
| 1.                            | 2010     | Hong Kong Open      | Taufik Hidayat                | 21:19, 21:9                 |
| 1.                            | 2011     | Malaysia Open       | Taufik Hidayat                | 21:8, 21:17                 |
| 1.                            | 2011     | India Open          | Peter Høeg Gade               | 21:12, 12:21, 21:15         |
| 2.                            | 2011     | Japan Open          | Chen Long                     | 8:21, 21:10, 19:21          |
| 1.                            | 2011     | French Open         | Ken’ichi Tago                 | 21:16, 21:11                |
| 1.                            | 2012     | Malaysia Open       | Ken’ichi Tago                 | 21:6, 21:13                 |
| 2.                            | 2012     | India Open          | Shon Wan-ho                   | 18:21, 21:14, 19:21         |
| 1.                            | 2012     | Japan Open          | Boonsak Ponsana               | 21:18, 21:18                |
| 2.                            | 2012     | Hong Kong Open      | Chen Long                     | 19:21, 17:21                |
| 1.                            | 2013     | Malaysia Open       | Sony Dwi Kuncoro              | 21:7, 21:8                  |
| 1.                            | 2013     | India Open          | Ken’ichi Tago                 | 21:15, 18:21, 21:17         |
| 1.                            | 2013     | Japan Open          | Ken’ichi Tago                 | 23:21, 21:17                |
| 1.                            | 2013     | Hong Kong Open      | Sony Dwi Kuncoro              | 21:13, 21:9                 |
| 2.                            | 2014     | Korea Open          | Chen Long                     | 14:21, 15:21                |
| 1.                            | 2014     | India Open          | Chen Long                     | 21:13, 21:17                |
| 2.                            | 2014     | Singapore Open      | Simon Santoso                 | 15:21, 10:21                |
| 1.                            | 2014     | Japan Open          | Hu Yun                        | 21:14, 21:12                |
| 1.                            | [12]2015 | French Open         | Chou Tien-Chen                | 21:13, 21:18                |
| 1.                            | [13]2015 | Hong Kong Open      | Tian Houwei                   | 21:16, 21:15                |
| 1.                            | [14]2016 | Japan Open          | Jan Ø. Jørgensen              | 21:18, 15:21, 21:16         |
| IBF World Grand Prix          |          |                     |                               |                             |
| 2.                            | 2003     | Malaysia Open       | Chen Hong                     | 9:15, 5:15                  |
| 1.                            | 2004     | Malaysia Open       | Park Sung-hwan                | 15:3, 15:12                 |
| 2.                            | 2004     | Singapore Open      | Kenneth Jonassen              | 15:3, 15:17, 4:15           |
| 1.                            | 2004     | Chinese Taipei Open | Beng Hong Kuan                | 15:4, 15:10                 |
| 1.                            | 2005     | Malaysia Open       | Lin Dan                       | 17:15, 9:15, 15:9           |
| 1.                            | 2005     | Denmark Open        | Muhammad Hafiz Hashim         | 17:14, 15:8                 |
| 1.                            | 2006     | Swiss Open          | Xia Xuanze                    | 15:8, 15:0                  |
| 1.                            | 2006     | Malaysia Open       | Lin Dan                       | 21:18, 18:21, 23:21         |
| 2.                            | 2006     | Chinese Taipei Open | Lin Dan                       | 18:21, 21:12, 11:21         |
| 2.                            | 2006     | Macau Open          | Lin Dan                       | 18:21, 21:18, 18:21         |
| 2.                            | 2006     | Hong Kong Open      | Lin Dan                       | 19:21, 21:8, 16:21          |
| BWF Grand Prix Gold           |          |                     |                               |                             |
| 1.                            | 2007     | Philippines Open    | Chen Hong                     | 21:9, 21:15                 |
| 2.                            | 2008     | Macau Open          | Taufik Hidayat                | 19:21, 15:21                |
| 1.                            | 2009     | Macau Open          | Choong Hann Wong              | 21:15, 21:19                |
| 1.                            | 2009     | Malaysia Open GPG   | Chen Long                     | 21:16, 21:9                 |
| 1.                            | 2010     | Macau Open          | Lee Hyun-il                   | kampflos gewonnen           |
| 1.                            | 2010     | Malaysia Open GPG   | Choong Hann Wong              | 21:8, 14:21, 21:15          |
| 1.                            | 2011     | Malaysia Open GPG   | Bao Chunlai                   | 21:9, 21:19                 |
| 1.                            | 2012     | Malaysia Open GPG   | Sony Dwi Kuncoro              | 17:21, 21:8, 21:10          |
| 1.                            | [14]2015 | US Open             | Hans-Kristian Vittinghus      | 22:20, 21:12                |
| 1.                            | [15]2016 | Malaysia Masters    | Iskandar Zulkarnain Zainuddin | 21:18, 21:11                |
| BWF Grand Prix                |          |                     |                               |                             |
| 1.                            | [16]2015 | Canada Open         | Ng Ka Long Angus              | 21:17, 21:13                |
| Internationale Turniere       |          |                     |                               |                             |
| 2.                            | 2003     | India Satellite     | Kay Bin Yeoh                  | 5:15, 13:15                 |
| 1.                            | 2003     | Malaysia Satellite  | Beng Hong Kuan                | 15:7, 15:9                  |
| IBF-Jugendweltmeisterschaften |          |                     |                               |                             |
| Bronze                        | 2000     | Guangzhou           | Sony Dwi Kuncoro              | 6:8, 4:7, 4:7               |